# Канижели Сиявуш-паша
Канижели́ Сияву́ш-паша́ (тур. Kanijeli Siyavuş Paşa; ум. в 1602) — великий визирь Османской империи в 1582—1584, 1586—1589 и 1592—1593 годах в период правления султана Мурада III. Супруг дочери Селима II Фатьмы-султан.
Когда Сиявуш был великим визирем второй раз, произошла самая сильная девальвация денег в истории Турции. В итоге впервые в истории Османской империи янычары подняли бунт, ворвались во дворец и потребовали казни виновных.

## Биография
Дата рождения Сиявуша неизвестна. Предположительно, он был венгром или хорватом. Он был рождён, судя по лакабу, в Каниже, откуда ещё ребёнком по системе девширме попал в Эндерун, где был обращён в ислам и получил образование. После выхода из Эндеруна Сиявуш служил кетхюдой (управляющим) казной, а затем силахдаром (оруженосцем султана) и в 1567 году мирахуром (конюшим султана).
По словам Ибрагима Печеви, в 1569 (1569/70) году во время большого пожара ага янычар, отвечавший за порядок в городе, Джафер-ага, не смог оперативно справиться с ситуацией. Сиявуш сумел организовать тушение пожара и был назначен на должность аги янычар вместо смещённого Джафера. Находясь в этой должности, Сиявуш-паша организовывал приём посла шаха Тахмаспа I, Токмака-хана, который прибыл поздравить султана с восшествием на престол. Сиявуш-паша прибыл в Ускюдар, куда через пролив Токмак-хана привезли суда Улуч Али, со свитой из 2500 человек. Полк Сиявуша был достаточно ярким, чтобы затмить иранское великолепие: украшенные золотом и серебром кони, солдаты в броских одеяниях. Примерно в это время Сиявуш был назначен бейлербеем Румелии, согласно Данишменду к моменту встречи Токмак-хана Сиявуш уже занимал эту должность. В марте 1580 года он получил звание визиря и был вызван из Софии (столицы Румелийского эялета) в Стамбул.
24 декабря 1582 года (или в январе 1583 года) он впервые был назначен на пост великого визиря, сменив Кожда Синана-пашу. Трижды он занимал высшую государственную должность, находясь на посту в сумме немногим более пяти лет, но, похоже, он не был вовлечён в принятие какого-либо исторического решения. В первый визират он отказался от назначения сердаром в иранскую кампанию, ссылаясь на то, что у него много обязанностей, за что был снят с поста. Вместо него сердаром и великим визирем был назначен Осман-паша Оздемироглу. Ибрагим Печеви писал, что Сиявуш-паша впоследствии завидовал успеху Оздемироглу.
После того, как в 1584 году Оздемироглу Осман-паша стал великим визирем, он отправился в Закавказье и захватил Тебриз. Но там он заболел и 29 октября 1584 года умер. Хадым Месих Мехмед-паша, который был вторым визирем, в декабре стал великим визирем. Но в апреле 1586 года Месих-паша был снят с должности из-за мятежа в армии. Таким образом, 15 апреля 1586 года Канижели Сиявуш-паша был назначен великим визирем во второй раз. 
Во время второго визирата Сиявуша-паши финансовое положение в стране ухудшалось из-за постоянных войн, расходы не покрывались налоговыми поступлениями. Поэтому Сиявуш-паша пытался наполнить казну чеканкой неполноценных денег. До этого времени из ста дирхамов серебра производились 500 монет, а теперь 1000. Это было не в первый раз в османской истории, предыдущее резкое уменьшение стоимости акче за счет массовой чеканки неполноценной монеты произошло в 1445 году в период первого правления Мехмеда II, в тот раз возник бунт янычар, который привёл к возвращению Мурада II. 
Девальвация 1589 года была самой сильной в истории Турции. По описанию событий, данному Й. Хаммером, Сиявуш в обесценивании монеты был невиновен. Чеканщик монет принёс дефтердару Махмуду серебряные монеты, по словам Гелиболулу «легкие, как миндальные листья, и пустые, как капли росы». Также он принёс дефтердару взятку в двести пятьдесят тысяч акче, чтобы тот дал согласие на оплату войскам обесцененной монетой. Дефтердар отклонил и взятку, и просьбу. Тогда чеканщик обратился к мусахибу (фавориту) Мурада III, бейлербею Румелии Доганджи Мехмеду-паше, который взятку взял и приказал дефтердару оплатить войскам неполновесными деньгами. В этот раз деньги сразу потеряли 50 % покупательной способности, и в 1589 году после выдачи солдатам оплаты этими деньгами сипахи и янычары увидели, что их зарплата, ранее составлявшие десять золотых на бумаге, фактически упала ниже пяти. Они толпой направились ко дворцу и потребовали от Мурада казни тех, кто был виновен в фальсификации денег. Согласно слухам, за день до восстания некий солдат обратился к Сиявушу-паше с жалобой, на что великий визирь ответил, что этот вопрос не в его компетенции, а в ведении правителя Румелии, Доганджи Мехмета-паши. На следующий день солдаты заполнили второй двор Топкапы во время заседания Дивана. 
Хотя Й. Хаммер писал, что впервые с момента основания Османского государства янычары ворвались во дворец, но это ошибка. Такое случалось в 1512 году, когда армия помогла Селиму I свергнуть Баязида II, и в 1566 году. Важное отличие этого случая от предыдущих состоит в том, что толпа впервые пригрозила ворваться в гарем и впервые потребовала у султана головы виновников. 3 апреля 1589 года султан был вынужден «со слезами на глазах» перед янычарами обезглавить своего мусахиба (фаворита) Мехмеда-пашу и его протеже башдефтердара Махмуда-эфенди и выдать их головы мятежникам. Восстание с тех пор известно как «случай бейлербея» (тур. Beylerbeyi Vakası). Гелиболулу Мустафа писал, что голову дефтердара требовали лишь чтобы скрыть, что целью был любимец султана. Но Мурад все равно понял, в чём дело. Султан был расстроен и разгневан, он понимал, что этот мятеж был спровоцирован кем-то из визирей, недолюбливавших Мехмеда-пашу. В тот же вечер султан снял с должностей муфтия, визирей Дамата Ибрагима-пашу и Джерраха Мехмеда-пашу, казначеев и нишанджи, всех офицеров сипахов и других более мелких чиновников. Вместе с остальными под подозрение попал и Сиявуш-паша, который был смещён с поста великого визиря.
В 1591 году великим визирем был Ферхат-паша. В это время в Эрзуруме произошёл конфликт между местными жителями и янычарами, итогом подавления которого стал мятеж янычаров в Стамбуле. Ферхат-паша дал султану неточную информацию о произошедшем, которая умаляла серьёзность ситуации. Истинное положение вещей султан узнал весной 1592 года, что привело к снятию Ферхата-паши с должности, и в марте-апреле 1592 года Сиявуш-паша был назначен великим визирем в третий раз. В период третьего визирата Сиявуш был распорядителем на свадьбе Айше-султан и Ибрагима-паши и возглавлял свадебную процессию. В январе 1593 года сипахи снова восстали, 26 числа восстание было жестоко подавлено. Сиявуш-паша снова был смещён с должности великого визиря, его сменил Коджа Синан-паша, ставший великим визирем в третий раз.
Будучи в отставке, Сиявуш-паша долгое время жил в Ускюдаре, 3 июля 1596 года его пенсия была увеличена, и ему было разрешено переехать в свой дом в Стамбуле, он получал доход в 500 000 акче.

### Смерть
Сиявуш умер 15 октября 1602 года и был похоронен в тюрбе, построенном между 1582 и 1584 годами мимаром Синаном перед тюрбе Соколлу Мехмеда-паши в Эюпе.

## Семья
В 1574/75 году Сиявуш женился на Фатьме-султан, младшей дочери Селима II и Нурбану-султан
, от которой у него было два сына и дочь. Старший их сын Синан, родившийся в 1575 году, погиб в возрасте 25 лет (1598/99). Дочь умерла в 1590 году. Их сын Мустафа-паша умер в марте 1650 года.
Согласно надписям на захоронениях в тюрбе Сиявуша, у него были и другие дети: Ахмед-бей (умер в 1581 году), Абдулкадир-бей (умер в 1582 году), Сулейман-бей (умер в 1586 году), Ибрагим-бей (умер в 1588 году). Вероятно, их матерью была другая женщина, а не Фатьма-султан, поскольку ни один из них не носил титул «султанзаде». Кроме Сиявуша и его сыновей в тюрбе захоронены внуки Сиявуша (дети Мустафы-паши), а также несколько женщин, одной из которых является дочь Сиявуша от другой женщины, бывшая женой Хирами Ахмеда-паши. Всего в тюрбе находится два деревянных и девять мраморных саркофагов.
Известно, что у Сиявуша был брат, которого звали Дишленк Хусейн-паша, также имевший сына Мустафу-пашу.

## Личность
Сиявуш-паша был сдержанным и умеренным. О нём говорили, что он мягкий и нерешительный.
Также о нём писали, что он честный, не брал взятки, и был хорошим оратором.